# Comuna Tuczna
Comuna Tuczna este o comună (în poloneză: gmina) rurală în powiat Biała Podlaska, voievodatul Lublin, Polonia.
Comuna acoperă o suprafață de 170,37 km² și are, potrivit datelor din anul 2006, o populație de 3.507.